# トリエーイ
トリエーイ（イタリア語: Triei）は、イタリア共和国サルデーニャ自治州ヌーオロ県にある、人口約1,100人の基礎自治体（コムーネ）。

## 地理

### 位置・広がり

#### 隣接コムーネ
隣接するコムーネは以下の通り。
- バウネーイ
- ロッツォラーイ
- タラーナ
- ウルツレーイ